# Glucolípido

Los glucolípidos o también llamados esfingoglucolípidos, están compuestos por una ceramida (esfingosina + ácido graso) y un glúcido de cadena corta; carecen de grupo fosfato. Los glucolípidos forman parte de la bicapa lipídica de la membrana celular; la parte glucídica de la molécula está orientada hacia el exterior de la membrana plasmática y es un componente fundamental del glicocálix, donde actúa en el reconocimiento celular y como receptor antigénico.
Dependiendo del glucolípido, la cadena glucídica puede contener, en cualquier lugar, entre uno y siete monómeros de monosacárido. Al igual que la cabeza de fosfato de un fosfolípido, la cabeza de ácido graso de un glucolípido es hidrofílica, y las colas hidrocarbonadas son hidrofóbicas. En disolución acuosa, los glucolípidos se comportan de manera similar a los fosfolípidos.

## Estructura

Estructura química de los glucolípidos

La característica esencial de un glicolípido es la presencia de un monosacárido u oligosacárido unido a un resto lipídico. Los lípidos más comunes en las membranas celulares son los glicerolípidos y los esfingolípidos, que tienen cadenas principales de glicerol o esfingosina, respectivamente. Los ácidos grasos están conectados a esta columna vertebral, de modo que el lípido en su conjunto tiene una cabeza polar y una cola no polar. La bicapa lipídica de la membrana celular consta de dos capas de lípidos, con las superficies interior y exterior de la membrana formada por los grupos de cabezas polares y la parte interior de la membrana formada por las colas de ácidos grasos no polares.
Los sacáridos que están unidos a los grupos de la cabeza polar en el exterior de la célula son los componentes ligandos de los glicolípidos y son igualmente polares, lo que les permite ser solubles en el ambiente acuoso que rodea la célula. El lípido y el sacárido forman un glucoconjugado a través de un enlace glucosídico, que es un enlace covalente. El carbono anomérico del azúcar se une a un grupo hidroxilo libre en el esqueleto lipídico. La estructura de estos sacáridos varía según la estructura de las moléculas a las que se unen.

## Función

### Interacciones célula-célula
La función principal de los glucolípidos en el cuerpo es servir como sitios de reconocimiento para las interacciones célula-célula. El sacárido del glucolípido se unirá a un carbohidrato complementario específico o a una lectina (proteína de unión a carbohidratos) de una célula vecina. La interacción de estos marcadores de la superficie celular es la base del reconocimiento celular e inicia respuestas celulares que contribuyen a actividades como la regulación, el crecimiento y la apoptosis.

### Respuesta inmune
Un ejemplo de cómo funcionan los glicolípidos dentro del cuerpo es la interacción entre los leucocitos y las células endoteliales durante la inflamación. Las selectinas, una clase de lectinas que se encuentran en la superficie de los leucocitos y las células endoteliales, se unen a los carbohidratos unidos a los glicolípidos para iniciar la respuesta inmune. Esta unión hace que los leucocitos abandonen la circulación y se congreguen cerca del sitio de la inflamación. Este es el mecanismo de unión inicial, al que sigue la expresión de integrinas que forman enlaces más fuertes y permiten que los leucocitos migren hacia el sitio de la inflamación. Los glucolípidos también son responsables de otras respuestas, en particular el reconocimiento de las células huésped por los virus.

### Grupos sanguíneos
Los tipos de sangre son un ejemplo de cómo los glicolípidos en las membranas celulares median las interacciones celulares con el entorno circundante. Los cuatro tipos principales de sangre humana (A, B, AB, O) están determinados por el oligosacárido unido a un glicolípido específico en la superficie de los glóbulos rojos, que actúa como un antígeno. El antígeno no modificado, llamado antígeno H, es característico del tipo O y está presente en los glóbulos rojos de todos los tipos sanguíneos. El tipo de sangre A tiene una N-acetilgalactosamina agregada como la principal estructura determinante, el tipo B tiene una galactosa y el tipo AB tiene los tres antígenos. Los antígenos que no están presentes en la sangre de un individuo provocarán la producción de anticuerpos, que se unirán a los glicolípidos extraños. Por esta razón, las personas con tipo de sangre AB pueden recibir transfusiones de todos los tipos de sangre (el aceptor universal) y las personas con el tipo de sangre O pueden actuar como donantes de todos los tipos de sangre (el donante universal).

## Metabolismo

### Glucosiltransferasas
Las enzimas llamadas glucosiltransferasas unen el sacárido a la molécula lipídica y también juegan un papel en el ensamblaje del oligosacárido correcto para que el receptor correcto pueda activarse en la célula que responde a la presencia del glucolípido en la superficie de la célula. El glucolípido se ensambla en el aparato de Golgi y se incrusta en la superficie de una vesícula que luego se transporta a la membrana celular. La vesícula se fusiona con la membrana celular para que el glucolípido pueda presentarse en la superficie exterior de la célula.

### Glucósido hidrolasas
Las hidrolasas de glucósido catalizan la rotura de enlaces glucosídicos. Se utilizan para modificar la estructura de oligosacáridos del glicano después de que se ha añadido al lípido. También pueden eliminar los glicanos de los glucolípidos para convertirlos nuevamente en lípidos no modificados.

### Defectos metabólicos
Las esfingolipidosis son un grupo de enfermedades que se asocian a la acumulación de esfingolípidos que no se han degradado correctamente, normalmente debido a un defecto en una enzima glucósido hidrolasa. Las esfingolipidosis generalmente se heredan y sus efectos dependen de la enzima afectada y del grado de deterioro. Un ejemplo notable es la enfermedad de Niemann-Pick, que puede causar dolor y daño a las redes neuronales y suele ser mortal en la primera infancia.

## Tipos

β-D-Galactosilceramida, un galactocerebrósido; R es la cadena alquílica del ácido graso.

- Cerebrósidos. Los cerebrósidos tienen un azúcar unido que  mediante enlace β-glucosídico al grupo hidroxilo de la ceramida; los que tienen galactosa se denominan galactocerebrósidos (como la frenosina) y se encuentran de manera característica en las membranas plasmáticas de células del tejido nervioso; los que contienen glucosa (glucocerebrósidos) se hallan en las membranas plasmáticas de células de tejidos no nerviosos. Los sulfátidos poseen una galactosa esterificada con sulfato en el carbono 3.

- Globósidos. Los globósidos son glucoesfingolípidos con oligosacáridos neutros unidos a la ceramida.

- Gangliósidos. Son los esfingolípidos más complejos en virtud de contener cabezas polares muy grandes formadas por unidades de oligosacáridos cargadas negativamente ya que poseen una o más unidades de ácido N-acetilneuramínico o ácido siálico que tiene una carga negativa a pH 7. Los gangliósidos se diferencian de los anteriores por poseer este ácido. Están concentrados en gran cantidad en las células ganglionares del sistema nervioso central, especialmente en las terminaciones nerviosas. Los gangliósidos constituyen el 6% de los lípidos de membrana de la materia gris del cerebro humano y se hallan en menor cantidad en las membranas de la mayoría de los tejidos animales no nerviosos. Se presentan en la zona externa de la membrana y sirven para reconocer las células, por lo tanto se les considera receptores de membrana. Su nombre se debe a que se aislaron por primera vez de la membrana de las mitocondrias de las células ganglionares.